# Rábaújfalu
Rábaújfalu Győr-Sopron megyei község 1973. április 15-én jött létre Rábacsécsény és Rábaszentmihály községek egyesítésével. 1990. január 1-jével a település kettévált.